# جورج ألتمان
جورج ألتمان (بالإنجليزية: George Altman)‏ هو لاعب كرة قاعدة أمريكي، ولد في 20 مارس 1933 في غولدزبورو في الولايات المتحدة.

## وصلات خارجية
- جورج ألتمان على موقع الدوري الياباني لكرة القاعدة (الإنجليزية)
- جورج ألتمان على موقعبيزبول رفرنس.كوم (الدوري الرئيسي) (الإنجليزية)
- جورج ألتمان على موقع إي إس بي إن.كوم (أم.أل.بي) (الإنجليزية)
- جورج ألتمان على موقع مشجعي الرسوم البيانية (الإنجليزية)